# Tyriozela porphyrogona
Tyriozela porphyrogona är en fjärilsart som beskrevs av Edward Meyrick 1931. Tyriozela porphyrogona ingår i släktet Tyriozela och familjen hålmalar, (Heliozelidae). Inga underarter finns listade i Catalogue of Life.